# Кристина Борукова
Кристина Борукова е състезателка на къси разстояния, национална шампионка в две дисциплини - 400 м гладко бягане и 400 м бягане с препяствия. Участва също и в смесена щафета 4 по 400 м.

## Биография
Кристина Видолова Борукова е родена е на 10 април 1998 г. в град Пловдив. От 2006 г. още като ученичка започва да тренира в спортния клуб „Тракия - 96 Пловдив“, където я тренира Йорданка Аризанова.
 Завършва Търговската гимназия в Пловдив.
От началото на 2018 г. тренира в спортен клуб „Актив 2013“, но продължава да тренира с Аризанова. От 2018 г. започва да следва „Педагодика на обучението по физическо възпитание“ в Пловдивския университет.
През 2019 Кристина печели три златни медала на Националния шампионат по лека атлетика на открито в София. Тя е най-бърза на 400 метра, на 400 метра с препятствия и като последен пост в щафетата на „Актив 2013 Пловдив“ на 4 по 400 метра.

## Лични рекодри
- 400 м бягане с препяствия - 59:85 секунди
- 400 м гладко бягане - 56:06 секунди

## Постижения
- 4 място и личен рекорд на 400 м с препятствия (59:85) от Балканиадата през 2018 г.
- 4 място на Балканиадата за жени през 2015 г.